# Christian Ludwig von Hagedorn
Pour les articles homonymes, voir Hagedorn.
Christian Ludwig von Hagedorn, né à Hambourg le 14 février 1712 et mort à Dresde
le 24 janvier 1780, est un écrivain, peintre et graveur allemand.

## Biographie
Directeur des Académies des beaux-arts de Dresde et de Leipzig, Christian Ludwig von Hagedorn a laissé, entre autres écrits spéciaux, des Considérations sur la peinture (Leipzig, 1762) regardées comme classiques et un recueil de Lettres sur les arts (Leipzig, 1797, 2 vol. in-8°). Il est le frère de Friedrich von Hagedorn.

Une petite rivière au premier plan avec une vache et une chèvre, 1744, gravure, Cleveland Museum of Art.